# Perruche des rochers
Neophema petrophila
Espèce
Statut de conservation UICN

 LC  : Préoccupation mineure
Statut CITES
La perruche des rochers (Neophema petrophila) est une espèce de perruches endémique des côtes de l'Australie-Méridionale et du sud de l'Australie occidentale et des îles environnantes. Il est très facile de la voir sur l'île Rottnest.